# Han van Eijk
Han van Eijk (Utrecht, 3 juli 1962) is een Nederlandse zanger.

## Loopbaan
Na jarenlang in allerlei achtergrondkoortjes, commercials, jingles en programmaleaders te hebben gezongen, wordt hij in 1999 nationaal bekend van de titelsong van het programma Big Brother. Dit lied, getiteld Leef, komt op de nummer één-positie van de Mega Top 50. Verder was hij regelmatig te zien in het KRO-programma Het gevoel van..., waarin hij een groot deel van de zang voor zijn rekening neemt, als lid van de Jody's Singers.
Ook schreef en zong hij een van de titelsongs, Voor altijd samen van De schippers van de Kameleon, een film van Steven de Jong. In 2007 en 2008 was hij een van de achtergrondzangers bij het RTL 4-programma Singing Bee. Sinds 2019 is Van Eijk zangcoach. In 2019 kwamen Jody's Singers weer tijdelijk bij elkaar.
Van Eijk was de Nederlandse zanger van de liedjes in Toy Story 3 (2010) en Toy Story 4 (2019), overige stemmen in Vaiana en de Nederlandse Pyro in Ralph Breaks the Internet (2018).